# スノーエンジェル

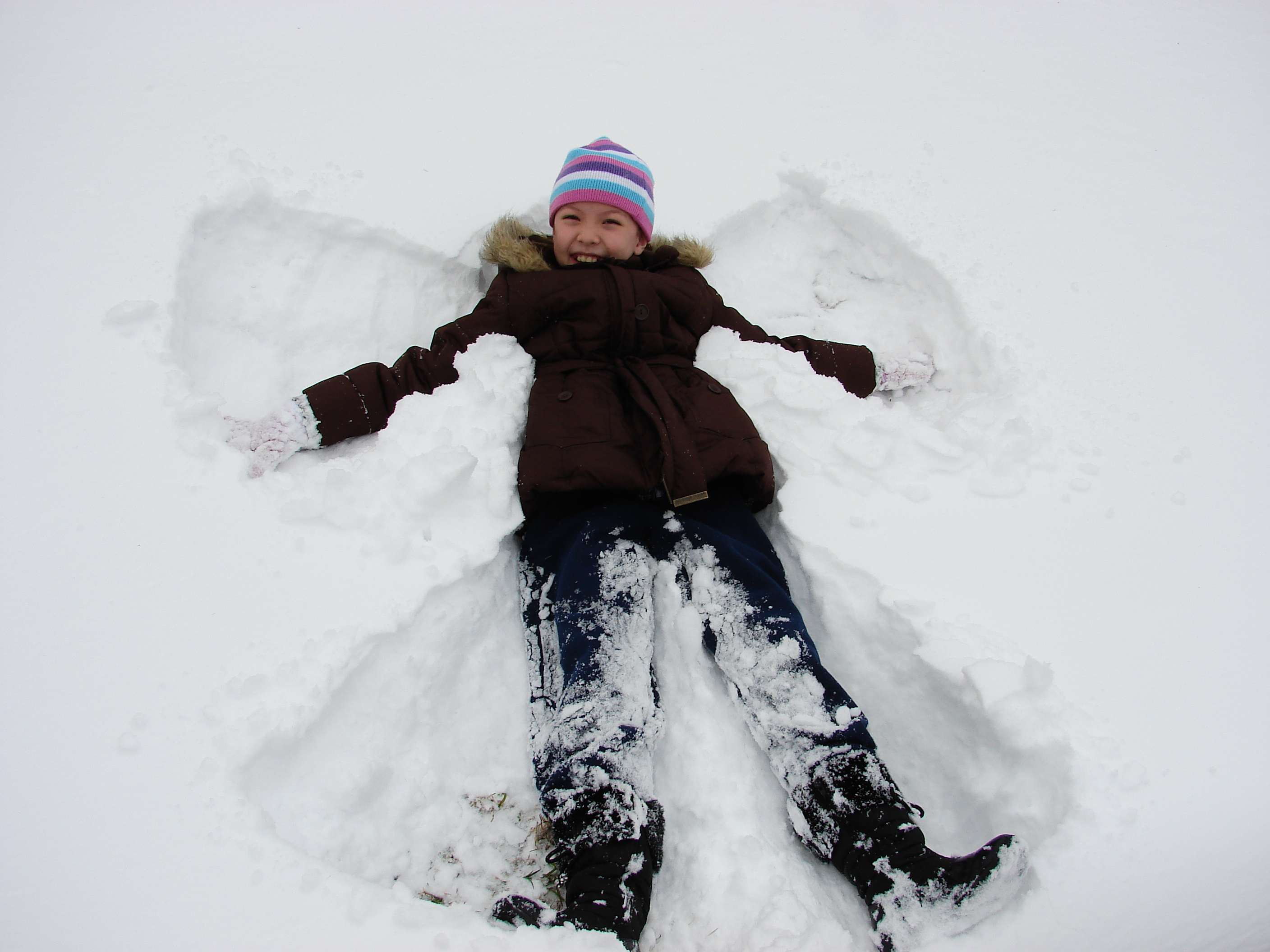
スノーエンジェルを作る少女

スノーエンジェル（snow angel）は、ヒトその他の動物が、新雪の上で手足を広げて仰向けに寝そべり、腕を上下に動かし、脚を開閉させる動きを繰り返すことによってできる、天使形の跡。腕の動きによって翼の形が、また脚の動きによってガウンの形がそれぞれできる。スノーエンジェルを作ることは、よくある子供の遊びの1つである。
2007年2月17日、アメリカ合衆国ノースダコタ州の州都ビスマークにあるノースダコタ州会議事堂の、「モール」と呼ばれる芝生に降り積もった雪の上で、8,962人が同時にスノーエンジェルを作った。その翌月、3月28日には、これが「最も多くの人が同時にスノーエンジェルを作った記録」として、ギネス世界記録に認定された。それまでの世界記録は、その前年、2006年2月10日に、同国ミシガン州ホートンにあるミシガン工科大学のフットボールスタジアムで、同学の生徒、卒業生、および地元住民3,784人が集まって作ったというものであった。

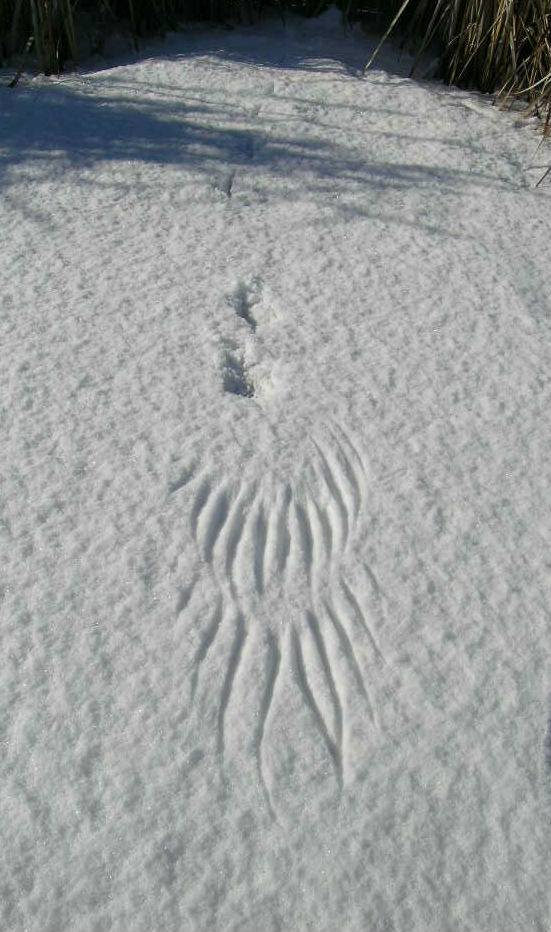
キジが残したスノーエンジェル。アメリカ合衆国モンタナ州のボードイン国立野生生物保護区にて。

ヒト以外の動物がスノーエンジェル、または類似の跡を残すこともある。例えば、キジなど一部の鳥類は、スノーエンジェルに似た跡を残す。また、ウェッデルアザラシも氷を溶かして、氷上にスノーエンジェルに似た自身の跡を残す。

## 註
1. ↑  Most people making snow angels simultaneously. Guinness World Records. 2019年5月21日閲覧.
2. ↑  "North Dakota snow angel record confirmed". USA Today. 2007年3月28日.
3. ↑  World Records (アーカイブ). Michigan Technological University. 2006年5月16日.
4. ↑  Streever, Bill. Cold: Adventures in the World's Frozen Places. p.116. New York City: Little, Brown and Company. 2009年. ISBN 978-0-316-05246-7.